# طاهر أمين
طاهر أمين (بالإنجليزية: Tahir Amin) هو عالم سياسة باكستاني، ولد في 13 مارس 1952.